# Михайловка (Архангельская область)
Михайловка — деревня в Вельском районе Архангельской области. Входит в состав Муниципального образования «Липовское». На месте деревни до 1925 г. существовала Уздринская Введенская пустынь Шенкурского Свято-Троицкого монастыря.

## География
Деревня расположена в 106 км на северо-запад от Вельска, на левом берегу реки Пуя в 600 метрах ниже впадения в неё реки Уздра. Ближайшими населёнными пунктами являются: на юго-западе деревня Туймино и на северо-востоке деревня Малая Липовка, являющаяся центром муниципального образования.
Часовой пояс
Михайловка, как и вся Архангельская область, находится в часовой зоне МСК (московское время). Смещение применяемого времени относительно UTC составляет +3:00.

## Население
| 2002 | 2010 | 2012 | 2014 |
| ---- | ---- | ---- | ---- |
| 21   | ↘14  | ↗16  | ↗19  |

## Инфраструктура
Через деревню проходит автодорога регионального значения «Долматово — Няндома — Каргополь» (Р2).

## История
В начале XVI века на месте современной деревни была основана пустынь, позже ставшая Уздренским Введенским монастырём. В 1764 году в ходе секуляризационной реформы монастырь упразднён, храмы преобразованы в приходские Уздренского прихода.
Деревня указана в «Списке населённых мест по сведениям 1859 года» в составе Шенкурского уезда(1-го стана) Архангельской губернии под номером «2115» как «Никольское (Погостъ Уздринскiй, Монастырское)». Насчитывала 11 дворов, 39 жителей мужского пола и 47 женского.
В «Списке населённых мест Архангельской губернии к 1905 году» Погостъ Монастырская насчитывал 29 дворов, 80 жителей мужского пола и 87 женского. В административном отношении деревня входила в состав Липовского сельского общества Липовской волости. Также указано наличие церкви в поселении.
На 1 мая 1922 года в поселении Монастырская (Михайловская, Никольское, Уздринский погост) уже 33 двора, 65 мужчин и 101 женщина.
В начале XX-го века в ансамбле Уздренского прихода находилось три храма:
- Деревянная церковь, построенная в 1864 году, освящённая в честь святого Николая Чудотворца. До настоящего времени не сохранилась.
- Каменная Введенская церковь, построенная в 1820 году.
- Деревянная шатровая колокольня, построенная в 1890 году. Сохранилась до настоящего времени в перестроенном виде.

В 1881 году была открыта церковно-приходская школа, которая помещалась в нанятой прихожанами двухкомнатной квартире.

## Памятники архитектуры
Церковь Введения Пресвятой Богородицы  Объект культурного наследия № 2900624001  — Кирпичная церковь, построенная по проекту губернского архитектора Шилина в 1820 году вместо деревянной церкви, сгоревшей в 1816 году. Четверик с полукруглым алтарём и трапезной, в которой был придел Флора и Лавра. Церковь закрыта до 1930 году, венчания разрушены и установлена новая двускатная кровля. В советское время использовалась в качестве пекарни. В настоящий момент не действует.
Колокольня Уздренского прихода Объект культурного наследия № 2900624002  — Деревянная шатровая колокольня, построенная в 1890 году близ приходских храмов. В настоящее время сохранился только её сруб, покрытый двускатной крышей.
- Фотография церкви в 2022 году